# Schloss Sophienreuth

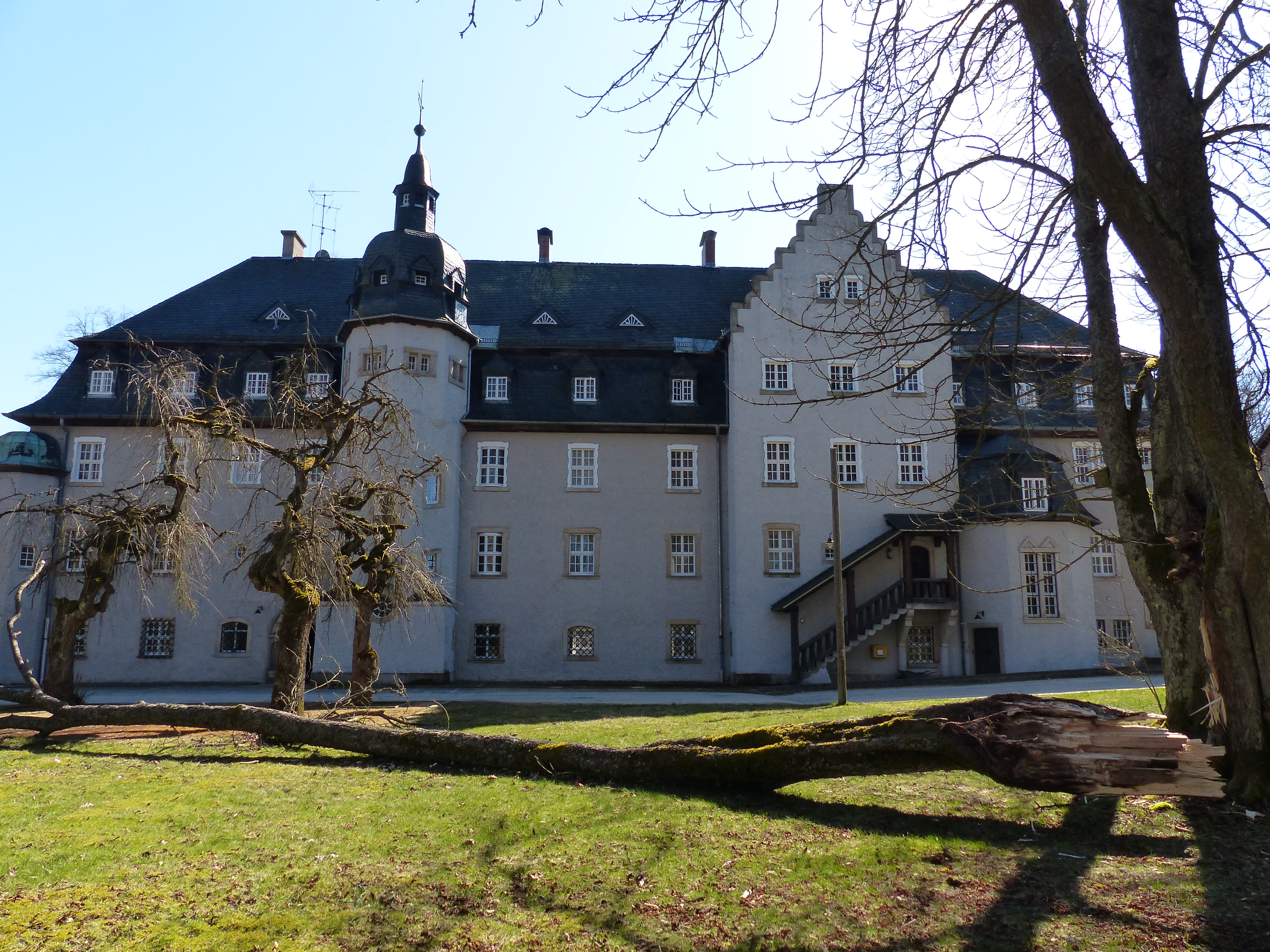
Frontansicht 2020

Schloss Sophienreuth ist eine barocke Schlossanlage in Sophienreuth im oberfränkischen Landkreis Wunsiedel im Fichtelgebirge.
Der Weiler Sophienreuth, Gemeindeteil der Stadt Schönwald am Rande des Rehauer Forstes entstand 1777 als planmäßig angelegtes Schlossareal. Bauherr war der Schönwalder Rittergutsbesitzer Wilhelm von Schmidt, Kammerherr des Markgrafen von Bayreuth. Unter Denkmalschutz stehen neben dem Hauptgebäude die sogenannte Kirchallee mit Linden als Teil der ehemaligen barocken Gartenanlage und mehrere Nebengebäude, die um 1873 baulich verändert wurden. Auch das Hauptgebäude wurde 1872 unter dem Kammerherrn von Arnim baulich verändert. Nach einem Brand 1919 erfolgte der Wiederaufbau mit Erweiterungen.
Die Besitzer wechselten öfter, zu ihnen zählt ein Herr von Paschwitz, ein Freiherr von Eichthal, ein Graf von Berchem, der sächsische Kammerherr Arno Achim von Arnim und heute die freiherrliche Familie von Borch. Ein Grenzstein der von Eichthal, einer von denen, die in fortlaufender Nummerierung als Grenzmarkierung des Gutes nach 1841 gesetzt wurden, steht vor der Schönwalder Schule. Beim Schlossteich befindet sich ein Gedenkkreuz für den im Ersten Weltkrieg gefallenen Hans Georg von Arnim.

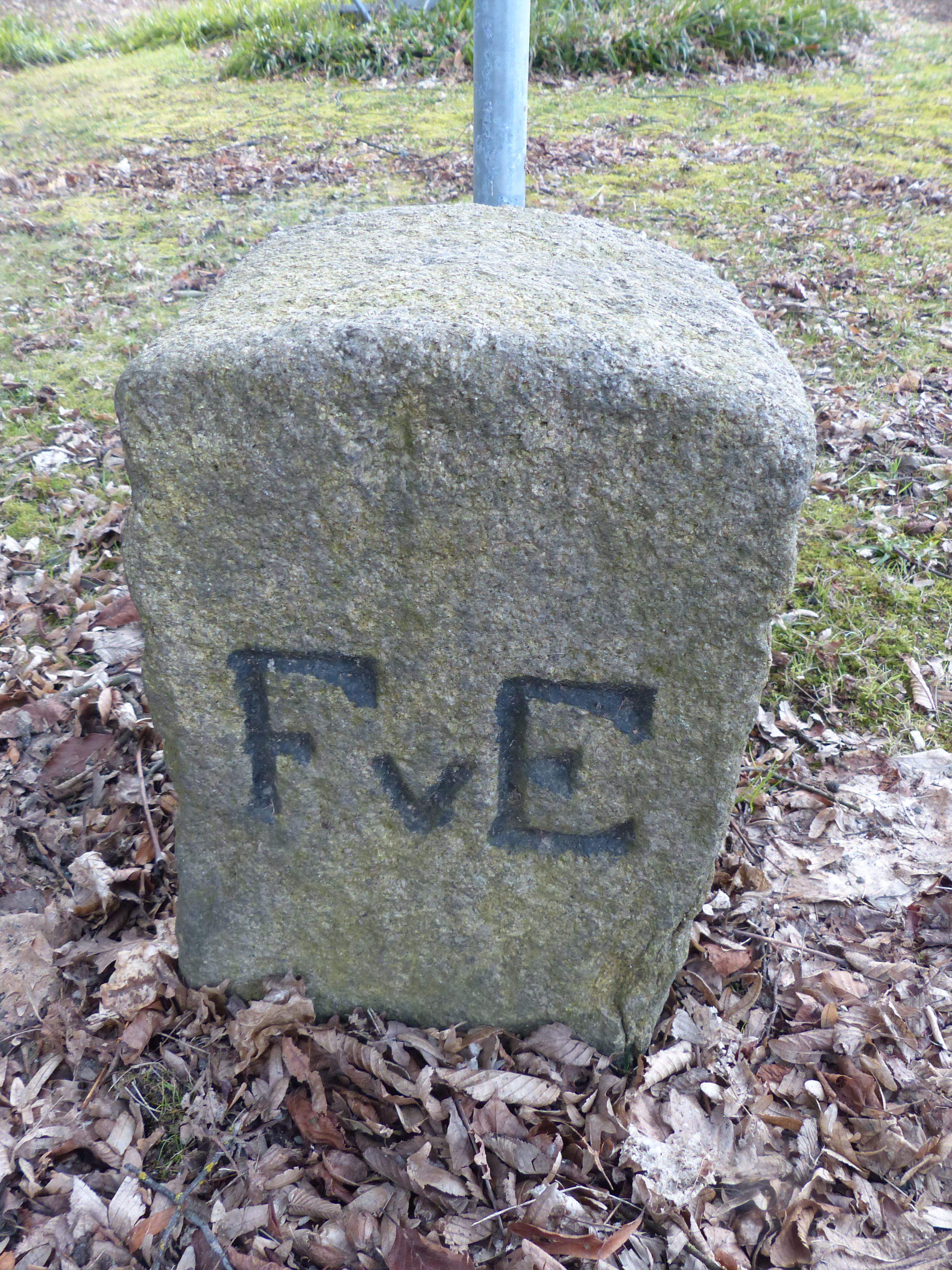
Grenzstein der Freiherren von Eichthal
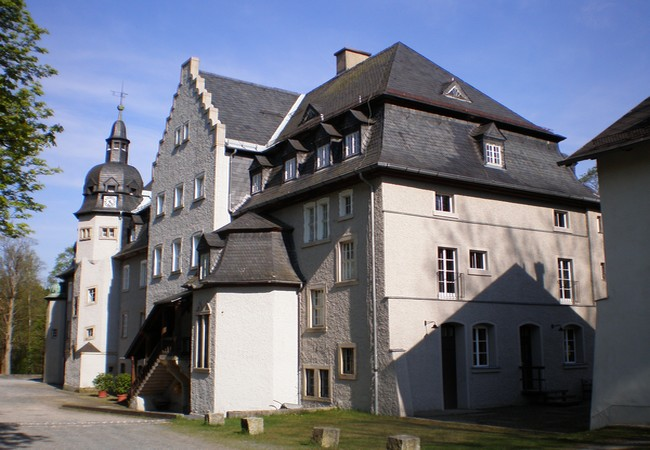
Seitenansicht
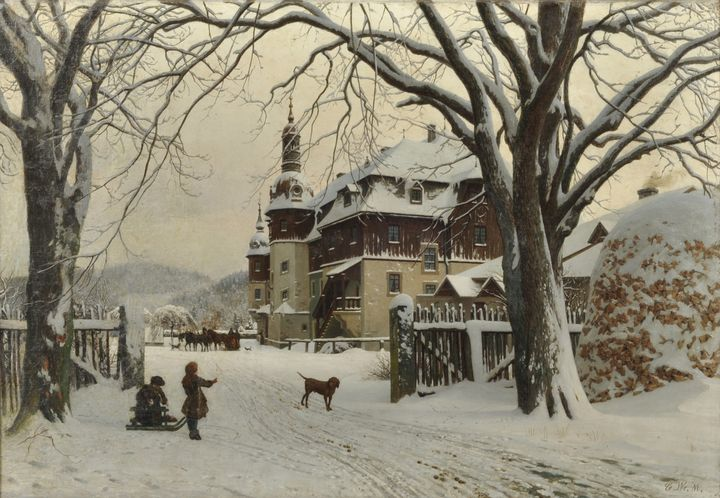
Ansicht nach Karl Wilhelm Müller
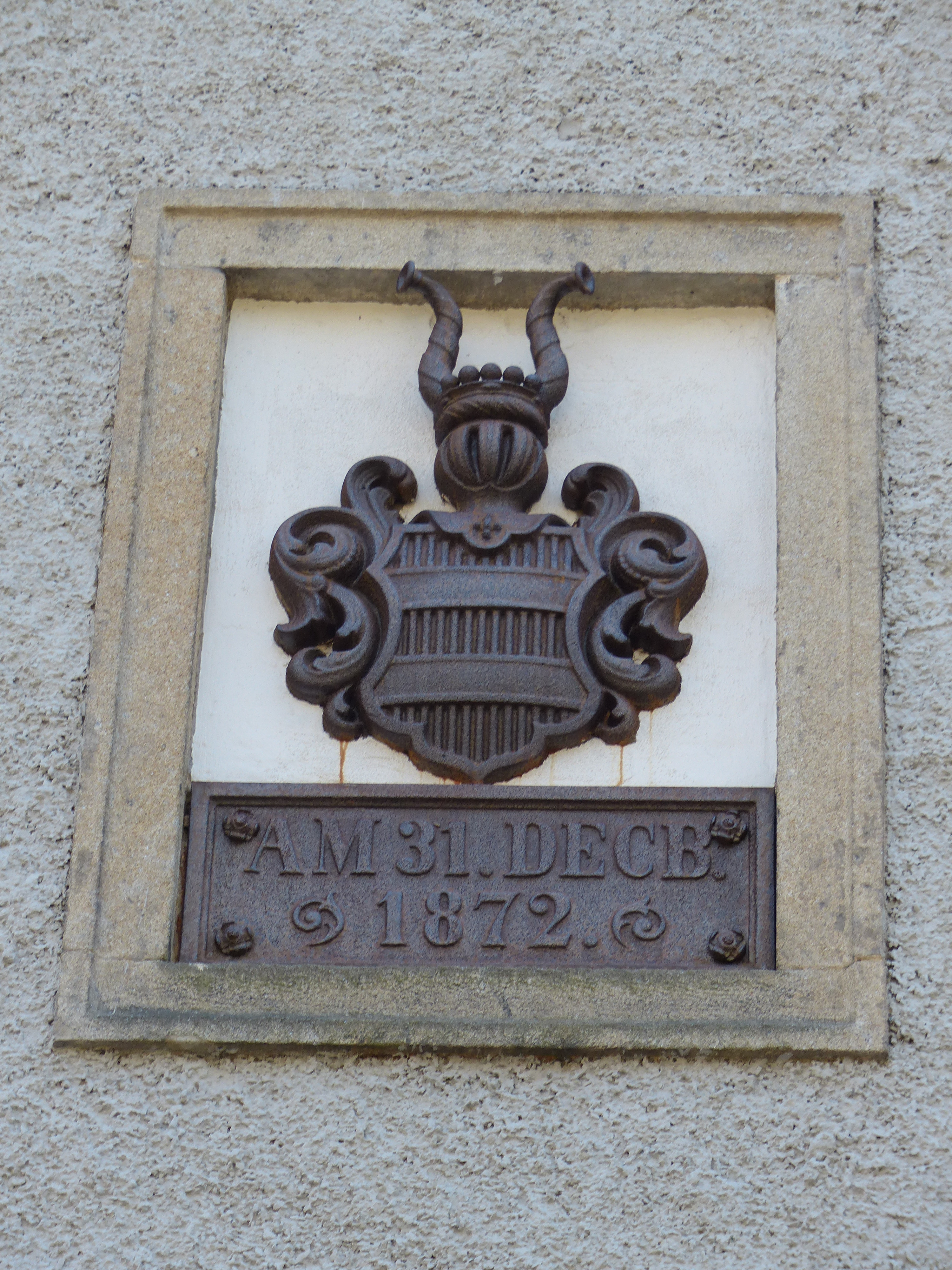
Wappen derer von Arnim am Turm
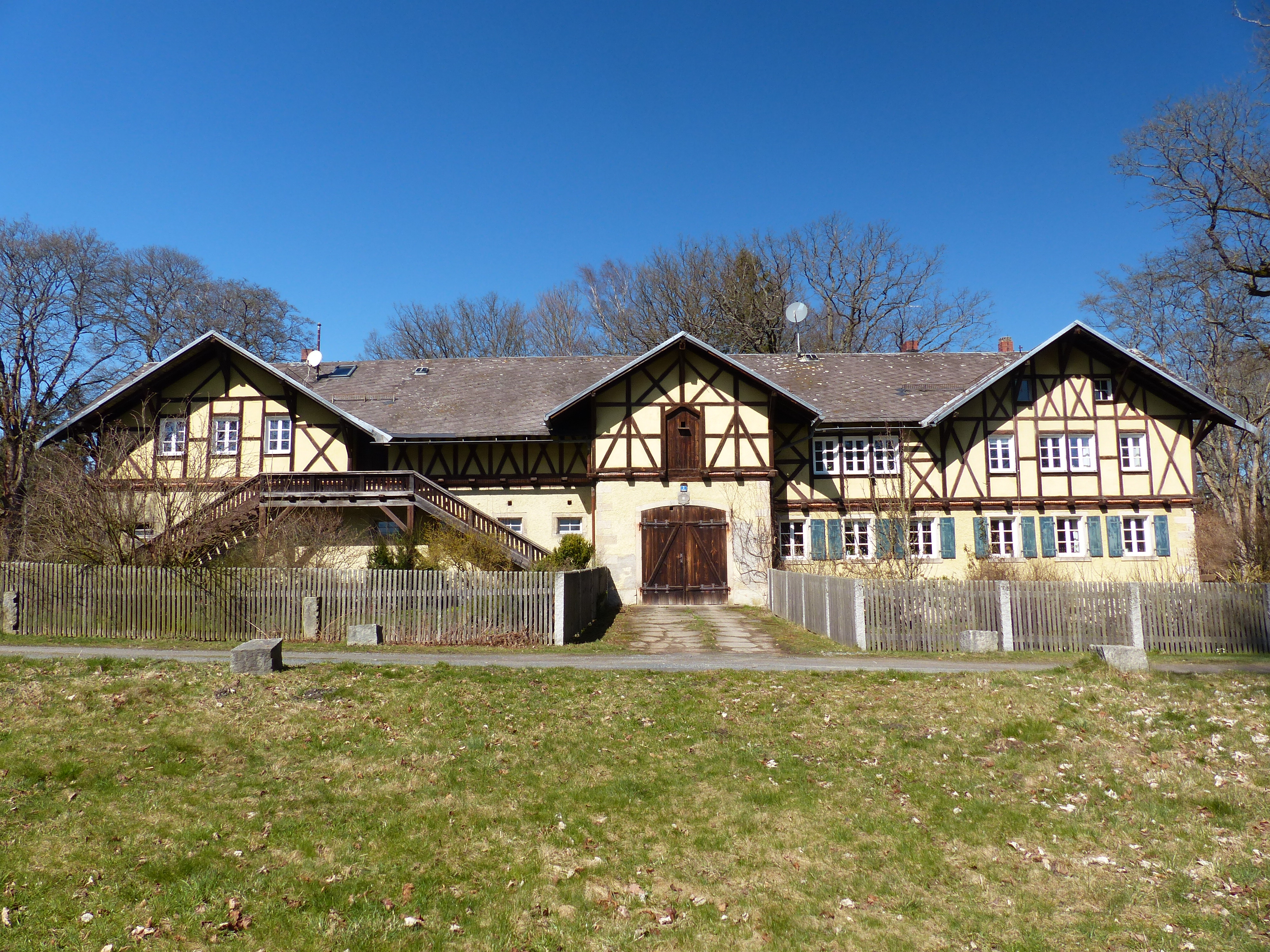
Wirtschaftsgebäude